# Pau Ronsó i Font
Pau Ronsó i Font (Puigcerdà, 1839 - Barcelona, 1899) va ser un professor de música, organista i compositor català.

## Biografia
Nascut a la capital de la Baixa Cerdanya, en Pau era el més gran de tres germans d'una família humil.
Va ser professor de música i organista del monestir de les Jerònimes, església parroquial la Mare de Déu del Carme de Barcelona (ho era ja el 1883 i encara el 1897). Passà els estius dels anys 80 i 90 del segle xix a la seva vila natal, participant activament als oficis religiosos de l'església parroquial de Puigcerdà, on dirigia els cants i tocava l'harmònium.
Fou autor d'un mètode de solfeig per a ús d'escolars (1885). Compongué majoritàriament (o se n'ha conservat) música religiosa, però també fou autor d'obres laiques, algunes de les quals dedicades a la Cerdanya, com Lo Pont de Sant Martí o la doble peça Las Cerdañas, dedicada a l'Alta i la Baixa Cerdanyes.

## Obres
- Método de solfeo teórico y práctico. Adoptado y dedicado a las srtas internas y esternas del colegio de religiosas de Jesus-Maria.  Barcelona: Andrés Vidal y Roger, 1885. «Document digitalitzat».

### Música
- Afectuosas letrillas al Sagrado Corazon de Jesus, a dos voces y acompto.
- Afectuosas letrillas para la Sagrada Comunión. Per a dues veus i orgue
- Las Cerdañas, danzas para piano.
- La Ceretana, polka para piano.
- Dos rosarios. Nº 1, Pastoril a 3 voces. Nº 2, A dos voces.  Partitura per a veu i acompanyament de piano o d'orgue, en versions catalana i castellana.
- Flores y mariposas. Vals, 1920.
- Hojas de primavera.  .
- G[arcía] Barzallana, [Miguel] (lletra). La huérfana, romanza para canto y piano, 1885?.
- Melancolía, nocturno para piano.  Partitura.
- Motetes al Santísimo. Per a veu i acompanyament.
- El pajarito de Cerdaña. Vals per a piano.
  -  Lo passarell de Cerdanya.
- Lo pont de Sant Martí, vals para piano.
- Pregària a la verge. Per a veu i acompanyament de piano.
- Pregaria a la Verge de Núria posada en música y dedicada al primer d'aquells peregrins D. Josep Caixal i Estradé Bisbe d'Urgell, 1872.[6]
- Rosario a tres voces y acompañamiento de piano ú organo. Edición catalana y castellana.
- Ronsó, P. (arranjament). Sonatinas para órgano sobre el Sacris y Pange lingua. Música de varios compositores, 1877.  Partitura.  Interpretació del Pange Lingua d'Antoni Lidon, en arranjament de Pau Ronsó a YouTube
- Quintana, Santiago (lletra); Yglesias Guizard, J. (lletra). Tres despedidas á la Sma Virgen. Per a veu i acompanyament.
- Tres rosarios. Per a veu i acompanyament de piano o orgue.
- Trisagio pastoril a la Virgen y villancico a dos y tres voces con acompañamiento de órgano.  Partitura.

### Reproduccions
Interpretació de Las Cerdañas, al "Concert Cerdanya Musical" (minuts 35 al 39) a YouTube Interpretació de La Ceretana, al "Concert Cerdanya Musical" (minuts 49 al 54) a YouTube
- Reproducció de Flores y mariposas en MIDI.  Interpretació de El pajarito de Cerdaña, al "Concert Cerdanya Musical" (minuts 23 al 27) a YouTube
- Reproducció de El pajarito de Cerdaña en MIDI. Interpretació de Lo pont de Sant Martí a YouTube